# Fantaisie-Impromptu

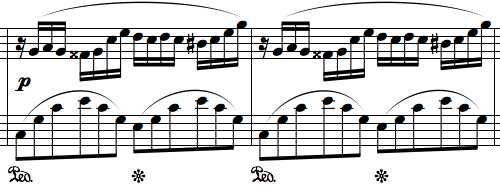
Tema principal da Fantaisie-Impromptu

A Fantaisie-Impromptu, de Frédéric Chopin, em dó sustenido menor, Opus póstumo 66, é uma composição para piano solo e uma de suas peças mais conhecidas. Foi composta em 1834 e dedicada a Julian Fontana, que a publicou, apesar de Chopin ter lhe pedido para não fazê-lo.

## História
Embora a Fantaisie-Impromptu tenha sido originalmente composta em 1834, ela foi publicada postumamente em 1855, juntamente com as valsas Op. 69 e Op. 70. Esta obra é a última dos quatro improvisos de Chopin, compostos entre 1834 e 1842. A estreia desta peça foi realizada pela renomada pianista polonesa Marcelline Czartoryska, em Paris, no ano de sua publicação.
A razão pela qual Chopin optou por não publicar a Fantaisie-Impromptu permanece um mistério. No entanto, especula-se que a decisão pode estar relacionada à semelhança da peça com o terceiro movimento da Sonata para piano n.º 14, em dó sustenido menor (1801), de Ludwig van Beethoven, e com o Impromptu em mi bemol maior, de Ignaz Moscheles, também composto em 1834.
Apesar da versão de Fontana (1834) ser a mais conhecida mundialmente, uma descoberta interessante foi feita no início da década de 1960. O famoso pianista polonês Arthur Rubinstein adquiriu um álbum pertencente à Baronesa d'Esté em um leilão em Paris. Este álbum continha um manuscrito da Fantaisie-Impromptu, datado de 1835 e escrito pelo próprio Chopin. Na folha de rosto, estava escrito em francês: "Composto para a Baronesa d'Esté, por Frédéric Chopin". No prefácio da edição que ficou conhecida como "Edição Rubinstein", publicada em janeiro de 1962 pela editora G. Schirmer Inc, Rubinstein sugeriu que a frase "Composto para" em vez de uma dedicatória poderia indicar que Chopin vendeu a composição à Baronesa.
Comparada à versão anterior, a ‘Edição Rubinstein’ de 1835 se destaca por seu ‘delicado cuidado com os detalhes’ e ‘muitas melhorias na harmonia e no estilo’, especialmente na parte escrita para a mão esquerda. A Fantaisie-Impromptu continua sendo apreciada e reproduzida por ouvintes e pianistas em todo o mundo até hoje. A peça também já marcou presença em filmes, séries e desenhos animados. 

## Análise da obra

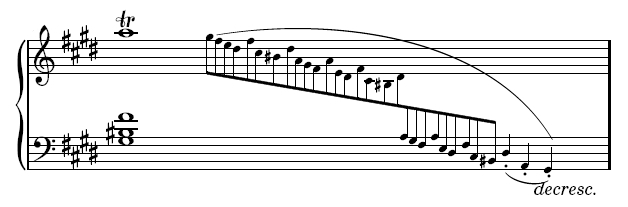
Cadence du troisième mouvement de la sonate au "clair de lune" (n°14) de Beethoven.

Alguns aspectos desta peça são similares à Sonata ao Luar de Beethoven, a qual também fora escrita em dó sustenido menor. Dois compassos após o início da melodia, um abrupto subir e descer tem as mesmas notas da cadenza no terceiro movimento da peça (Presto agitato). O clímax em um acorde de seis notas é semelhante em ambas as peças e a parte central da Fantaisie-Impromptu, assim como o segundo movimento da Sonata ao Luar, é em ré bemol maior. O primeiro e terceiro movimentos são em dó sustenido menor.
Esta peça possui muitos ritmos alternados (a mão direita toca semicolcheias enquanto a esquerda, tercinas), uma linha melódica em movimento ininterrupto e compasso binário. O tempo, na abertura, é allegro agitato e muda para largo e, posteriormente, moderato cantabile, quando o tom se torna ré bemol maior, o equivalente harmônico da escala de dó sustenido maior que é paralela à de dó sustenido menor.  A peça, então, muda para presto (embora algumas versões incorporem à partitura uma coda que faz repetir o tempo inicial) onde torna-se dó sustenido menor como no começo e acaba em um desfecho misterioso e silencioso, na qual a mão esquerda toca novamente as primeiras notas da seção central, e a direita continua a tocar as semicolcheias, até o acorde ascendente de dó sustenido maior que marca o fim.
A Opus póstumo 66 faz parte do repertório de muitos pianistas aclamados como Arthur Rubinstein, Claudio Arrau, Evgeny Kissin, Fernando Puchol, Tzvi Erez, Valentina Igoshina, Vladimir Horowitz, Yundi, entre outros.